# Angelo Nardi
Angelo Nardi da Razzo (Vaglia, 1584 – Madrid, 1664) è stato un pittore italiano, figlio di Giovanni Nardi. Fu detto "da Razzo" dal nome del monte che ancora sovrasta la sua casa natale.

## Biografia

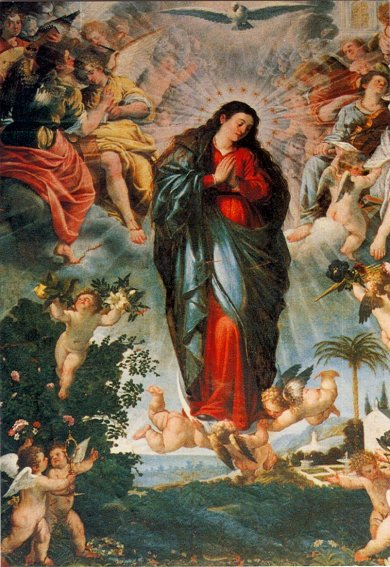
Immacolata concezione (1619-1620). Convento di las Bernardas, Alcalá de Henares (Spagna).

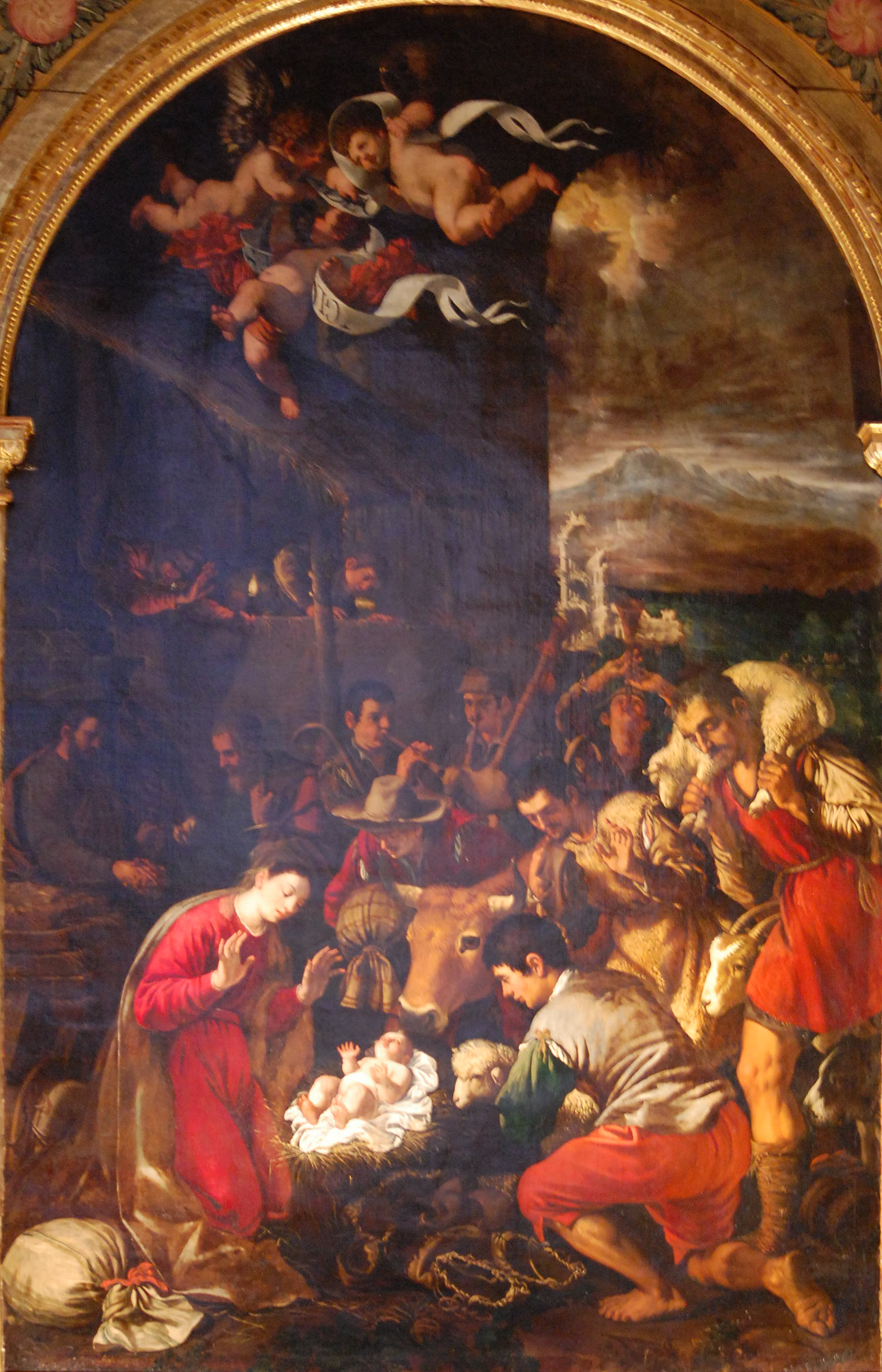
Adorazione dei pastori (1620). Convento di las Bernardas, Alcalá de Henares (Spagna).

Fu uno dei primi pittori manieristi della corte reale di Filippo IV a Madrid, dove si era trasferito nel 1607. Fu amico del Velázquez. Alcune sue pitture si trovano a Madrid, dove eseguì dipinti per i conventi dei francescani e dei carmelitani e per la chiesa dei gesuiti. Nel convento di Las Bernardas de Alcalá de Henares dipinse Scene della vita della Maddalena, Angeli con San Diego de Alcalá, l'Assunzione della Vergine e l’Annunciazione, (1620 – 1621). Lavorò anche a Jaén (1634) e ad Atocha, nella chiesa di Santa Maria, per la quale dipinse Scene della vita della Madonna. 
Le opere di Nardi sono sparse in Spagna tra chiese e proprietà private, a Toledo nella chiesa di Santo Domingo Viejo, dove è sepolto anche il pittore Goya, a La Guardia de Toledo, dove una cappella dipinta da Angelo Nardi è chiamata la cappella Sistina della Mancha.
Si hanno notizie di dipinti nella cattedrale di Buenos Aires e nell'est Europa.
La chiesa di San Pietro a Vaglia conserva un prezioso reliquiario spagnolo del Seicento, riportante la firma di Santa Teresa d'Avila. Nel baule metallico che conteneva il reliquiario sembra che ci fossero due candelabri d'argento, probabilmente trafugati durante il periodo del dominio austriaco in Toscana. 
Sembra che Angelo Nardi sia stato sepolto nella chiesa della Misericordia attigua al Palazzo reale di Madrid, andata distrutta durante la guerra civile spagnola.
Nel suo paese natale la strada che porta alla pieve porta il suo nome.